# Proclossiana peleis
Proclossiana peleis är en fjärilsart som beskrevs av Cabeau 1924. Proclossiana peleis ingår i släktet Proclossiana och familjen praktfjärilar. Inga underarter finns listade i Catalogue of Life.